# بخش تاکاشیما، شیگا

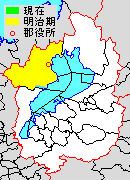
شهرستان تاکاشیما در سال ۱۸۹۰ با رنگ زرد مشخص شده است

بخش تاکاشیما، شیگا (انگلیسی: Takashima District, Shiga) یکی از گون (تقسیمات کشوری) در استان شیگا در ژاپن بود.